# Abdel Halim Hafez

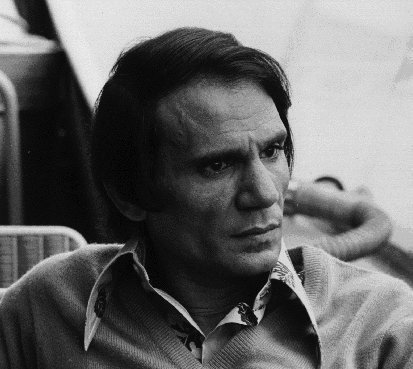
Abdel Halim Hafez in 1971

Abdel Halim Hafez (arabisch عبد الحليم حافظ, DMG ʿAbd al-Ḥalīm Ḥāfiẓ), eigentlich Abdel Halim Isma'il Schabana (* 21. Juni 1929 in Al-Helwat, Asch-Scharqiyya (Gouvernement), Ägypten; † 30. März 1977 in London, England), war von den 1950er bis zu den 1970er Jahren einer der beliebtesten ägyptischen Sänger und Schauspieler, sowohl in Ägypten als auch in der ganzen arabischen Welt.

## Leben und Karriere
Zwischen 1955 und 1969 spielte er in 15 ägyptischen Spielfilmen die männliche Hauptrolle. In Lahn el wafaa übernahm er 1955 neben Ibrahim Emara die Co-Regie. Im selben Jahr sah man ihn in Helmy Halims Musical Ayyamine el helwa an der Seite von Omar Sharif. Das Genre des romantischen Musicals war dann auch die beherrschende Filmgattung in seiner Karriere als Sänger und Schauspieler.
Hafez starb am 30. März 1977 infolge einer chronischen Bilharziose, an der er schon seit dem Kindesalter litt. An seinem Trauerzug nahmen Millionen von Menschen teil. Sein Tod war derart schockierend, dass Berichten zufolge vier ägyptische Frauen Suizid begingen.

## Diskografie

### Singles (Auswahl)
- Ahwak
- Ala Hesb Wedad
- Awel Marra
- Gana El Hawa
- Zay El Hawa
- Toba
- Ana Lak Ala Toul
- Qareat Al Fengan
- Betlomouny Leih
- Asmar Ya Asmarani
- Khosara
- Bahlam Beek
- Elhawa Hawaya
- Kamel El Awsaf
- Sawah